# Stazione di Corigliano Calabro
La stazione di Corigliano Calabro è una stazione ferroviaria posta a 34 metri s.l.m. sulla ferrovia Jonica. Serve la frazione di Corigliano Calabro, nel comune di Corigliano-Rossano.

## Storia
Venne attivata tra il 1866 e il 1875.
La stazione è stata rinnovata nel 2017. Il rinnovo ha comportato il rifacimento di buona parte delle facciate e dei locali e ha reso più agevole l'accesso alle PMR grazie all'installazione di nuovi ascensori.

## Strutture e impianti
La stazione dispone di due binari per il servizio viaggiatori. Le banchine laterali sono collegate tra di loro da un sottopassaggio pedonale. È presente un monitor per fornire informazioni ai passeggeri.

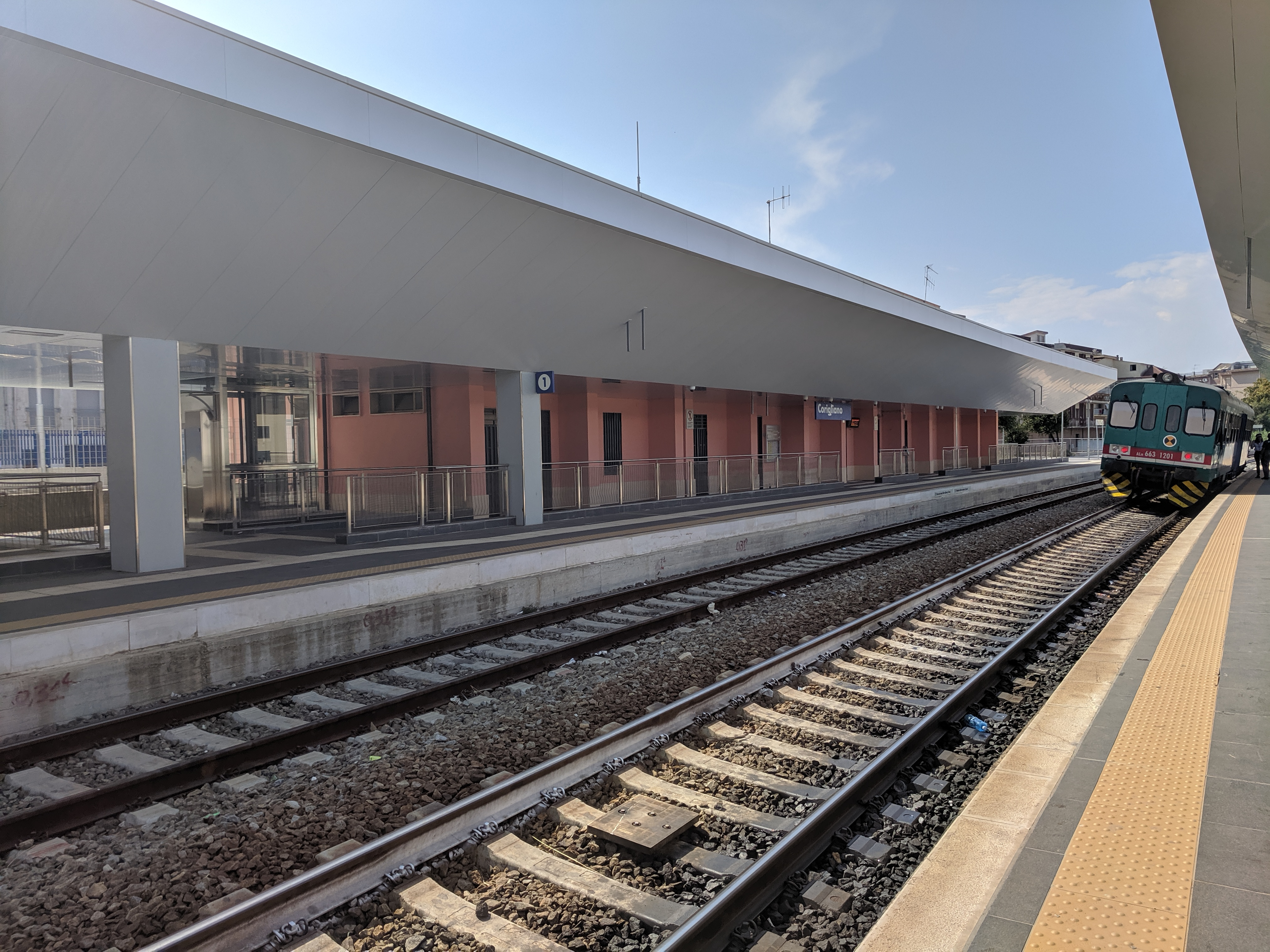
Vista binari

## Movimento

### Trasporto nazionale
La stazione è servita dai treni InterCity sulla relazione Reggio Calabria - Taranto - Bari/Lecce. I treni InterCity vengono effettuati con elettrotreni HTR.412.

### Trasporto regionale
La stazione è servita da treni regionali previsti dal contratto di servizio tra Trenitalia e la Regione Calabria. I treni del trasporto regionale vengono effettuati con ALn 663, ATR.220 Swing e HTR.312/412 Blues